# 长沙电信大楼火灾
长沙电信大楼火灾是2022年9月16日下午15时45分左右发生于中国湖南省长沙市芙蓉区中国电信大楼的火灾。火场明火已在当天下午扑灭，未造成人员伤亡。

## 背景
此楼全名为长沙第二长途电信大厦，高218米，是长沙首座突破200米的建筑。从2003年建成至2014年，是长沙市最高建筑。资料显示，该楼内部建有长沙荷花园电信机房，是湖南最大的主干线接入点之一。事发前10天（2022年9月5日），湖南电信曾发布该大楼消防维修项目招标公告，公告内提到该大楼消防设备超期运行，火灾报警系统存在较大安全隐患。

## 事件

### 起因
据界面新闻援引一名目击起火全过程的建筑师称，大火可能最先开始于4楼或5楼的裙房，引燃外墙的保温材料后在10分钟内迅速蔓延至整面外墙。

### 经过
15时48分，长沙市消防救援支队指挥中心接到报警：芙蓉区东二环中国电信大厦发生火灾，支队立即调派17个消防站、36辆消防车、280名指战员到场处置，支队全勤指挥部遂行出动。16时00分，首批消防救援力量抵达现场。16时30分，楼体明火被扑灭。17时06分，湖南消防通过微博进行通报，明火已扑灭，暂未发现人员伤亡。在17时10分的微博中，中国电信表示出于安全原因楼内部分通讯设备的电源被切断，但“通信未中断”；而多名湖南用户则表示手机出现无法拨打电话、无信号、断网等问题。事后中国电信又改口承认部分用户手机通话受到影响。

### 后续
9月18日，中国电信发布《關於長沙第二通信樓火災事故相關情況的公告》，指出火灾没有造成人员伤亡，长沙分公司已为相关设备购买保险，预计事故不会对公司产生重大影响。

## 调查
2023年10月，长沙市应急管理局发布了《中国电信股份有限公司长沙分公司荷花园大院第二长途电信枢纽楼“9·16”火灾事故调查报告》。调查报告给出的火灾发生原因为：未熄灭的烟头引燃电信枢纽楼北侧第7层室外平台的瓦楞纸、朽木、碎木、竹夹板等可燃物，进而引燃建筑外墙装饰铝塑板造成火灾。当局对事故中25名责任人员进行追责问责，并对事故中6名责任人员给予行政处罚。